# Караман Ярослав Ярославович
Ярослав Ярославович Караман (нар. 8 червня 2006, Ужгород, Україна) — український футболіст, атакувальний півзахисник житомирського «Полісся».

## Клубна кар'єра
Народився в Ужгороді. Вихованець «УРДЮССШ-ДЮСШ Зінедін» (Баранинці). У ДЮФЛУ з 2020 по 2024 рік виступав за «АФУРР-Минай», «Минай» та ФК СХІ (Ужгород). У сезоні 2022/23 років виступав за «Минай» в юніорському чемпіонаті України.
На початку серпня 2024 року підписав контракт з «Ужгородом». На професійному рівні дебютував 3 серпня 2024 року в програному (0:4) домашньому поєдинку першого раунду кубку України проти франківського «Прикарпаття». Ярослав вийшов на поле в стартовому складі та відіграв увесь матч, а на 57-й хвилині отримав жовту картку. У Другій лізі України дебютував 8 серпня 2024 року в нічийному (2:2) домашньому поєдинку 1-го туру групи А проти львівського «Руху-2». Караман вийшов на поле в стартовому складі та відіграв увесь матч, а на 90-й хвилині відзначився своїм першим голом на професійному рівні. У серпні 2024 року провів у складі ужгородців 4 матчі, в яких відзначився одним голом.
6 вересня 2024 року підписав контракт з «Поліссям». Але одразу ж був переведений до резервної команди клубу, у футболці якої дебютував 8 вересня 2024 року в нічийному (0:0) домашньому поєдинку 5-го туру групи А Другої ліги України проти стрийської «Скали 1911». Ярослав вийшов на поле на 75-й хвилині замість Михайла Раска, а на 90+1-й хвилині отримав жовту картку. Першим голом за «Полісся-2» відзначився 5 жовтня 2024 року на 21-й хвилині переможного (4:1) домашнього поєдинку 9-го туру групи А Другої ліги України проти тернопільської «Самбора-Ниви-2». Караман вийшов на поле в стартовому складі, а на 72-й хвилині його замінив Михайло Раско.
До заявки першої команди житомирян вперше потрапив 25 листопада 2024 року на нічийний (1:1) домашній поєдинок 14-го туру Прем'єр-ліги України проти луганської «Зорі», але просидів усі 90 хвилин на лаві запасних. Дебютував за «Полісся» 15 грудня 2024 року в переможному (1:0) домашньому поєдинку 17-го туру Прем'єр-ліги України проти донецького «Шахтаря». Ярослав вийшов на поле в стартовому складі, а на 75-й хвилині його замінив Богдан Лєднєв.

## Кар'єра в збірній України
У складі юнацької збірної України U-19 дебютував 11 жовтня 2024 року в програному (0:1) виїзному товариському матчі проти юнацької збірної Нідерландів U-18. Караман вийшов на поле на 46-й хвилині замість Крістіана Шевченка. Всього за збірну U-19 провів 2 поєдинку.